# آندوور (مینه‌سوتا)
آندوور (به انگلیسی: Andover) شهری در شهرستان آنوکا ایالت مینه‌سوتا در کشور ایالات متحده آمریکا است که جمعیت آن در سرشماری سال ۲۰۱۰ میلادی، ۳۰۵۹۸ نفر بوده‌است.